# Pueblo ruso
Los rusos (en ruso: русские transl. russkiye; singular русский transl. russkiy) o rusos étnicos de acuerdo al Gobierno de Rusia (para diferenciarlos de los ciudadanos de la Federación Rusa que no son étnicamente rusos), son un grupo étnico eslavo oriental, que viven principalmente en Rusia y sus países vecinos. Los rusos son el grupo étnico más numeroso de Europa y uno de los más grandes del mundo con una población de alrededor de 140 millones de personas en todo el mundo. Aproximadamente 116 millones de rusos viven en Rusia y alrededor de 20 millones más viven en los países vecinos. Un número relativamente significativo de rusos, cerca de 4 millones, viven en otras partes del mundo, principalmente en Europa occidental y América (la mayoría de ellos en Estados Unidos, Canadá, Brasil y Argentina) aunque también se encuentran en otras partes de Europa del Este, Asia, y en menor medida en Oceanía.
Aun cuando la mayoría de la población es de origen ruso, en Rusia conviven más de 100 nacionalidades de las cuales 57 poseen su propio territorio y 95 no. Entre las diferentes nacionalidades, las más numerosas son las de los tártaros y los ucranianos, seguidas por bielorrusos, alemanes, chuvasios, baskires y judíos.
Actualmente se estiman en aproximadamente hay 135 millones de rusos étnicos en la Federación Rusa. La Unión Soviética llegó a su fin formal en diciembre de 1991, dejando a 25 millones de rusos étnicos viviendo fuera de las fronteras de su patria nominal.

## Denominación
El término español rusos se usa también para referirse a los habitantes de Rusia, sin considerar su etnia (véase demografía de Rusia para información de otros pueblos que habitan en Rusia). En ruso, este significado está cubierto por el recientemente revivido término políticamente correcto rossiyanin (россиянин, plural россияне - rossiyane). La palabra rossiyanin no tiene análogos en la mayoría de los idiomas (aunque en alemán existe russländisch, que procede del nombre de Rusia —Russland—, mientras que para un ruso étnico, русский, se utiliza russisch). Los rusos étnicos constituyen alrededor del 80 % de la población de la Federación de Rusia.

## Surgimiento de la etnia rusa
Según datos arqueológicos, los eslavos como unidad etnolingüística independiente comenzaron a formarse a mediados del primer milenio a. C. como resultado de la interacción y mestizaje de los portadores de una parte de la cultura lusaciana con las tribus de la cultura pomor que se asentaron en su territorio. La primera cultura verdaderamente eslava fue probablemente la cultura de los enterramientos de podkloshe, que fue sustituida por la cultura de Przeworsk. Las culturas de Zarubintsy y Cherniajov también están asociadas con los eslavos; este último, aparentemente, se formó en el territorio de asentamiento de las tribus escito-sármatas, asimiladas gradualmente por los eslavos. Al parecer, los antepasados de los eslavos orientales, en particular los antos, vivían en la simbiosis más estrecha con las tribus de habla iraní. En los siglos VI y VII, los eslavos comenzaron a explorar ampliamente el territorio de la llanura de Europa del Este. Los krivichi y eslovenos del Ilmen descienden probablemente de los eslavos de la cultura de Praga-Korchak. La invasión de los hunos provocó la sustitución de la cultura de Cherniajov por la cultura de Penkovka. Una parte de los antos se trasladaron a la región del Medio Volga y fundaron allí la cultura de Imenkovo. En la segunda mitad del primer milenio d. C. en las cuencas de los ríos Desna y Seim estaban presentes la cultura de Volyntsevo y la cultura de Romny que la sustituyó. Los límites de sus áreas de distribución se extendían al oeste hasta la orilla derecha del Dniéper en las cercanías de Kiev y Kanev, al sureste hasta las fuentes del Severskiy Donets y el curso medio del Don, donde interactuaban con la cultura de Saltovo-Mayaki, en el norte de Poochye. En el marco de las reconstrucciones étnicas del arqueólogo Vladimir V. Sedov, el grupo de los antos incluye a los portadores de la cultura de Penkovka y a los rus de la región del Dnieper que él identificó.
El desarrollo posterior de las antiguas culturas eslavas de la región del Dniéper, donde la cultura de Luka-Raikovets heredó a la cultura de Praga en la orilla derecha y la cultura de Romny en la orilla izquierda, así como la formación de una única cultura arqueológica rusa antigua, dan testimonio de una única comunidad étnica.
Los monumentos arqueológicos de una única cultura rusa antigua son los túmulos funerarios, las ciudades históricas, las fortificaciones (incluidos los volost y centros comunitarios), las casas señoriales, las fortalezas y los asentamientos. En todo el territorio de la Rus surgió una cultura urbana unificada, con las mismas tradiciones artesanales, incluidas la herrería, la alfarería, la joyería, el tallado de huesos y la carpintería. No existen diferencias regionales en la decoración de metal de los trajes de las mujeres de la ciudad. El desarrollo del comercio contribuyó a la penetración de los productos de los artesanos urbanos en las zonas rurales, lo que dio lugar al surgimiento de tipos rusos comunes de joyas, artículos para el hogar y armas. En todo el territorio de los eslavos orientales, a partir de los siglos IX y X, se formó un único ritual funerario: túmulos del mismo tipo en términos de ritual e inventario. Con el tiempo, en toda Rus la cremación fue sustituida por el entierro con el cuerpo orientado hacia el oeste. Básicamente, los tipos comunes se forman para pulseras, anillos, aretes, lunnitsas, collares de cristal y pasta y artículos para el hogar que acompañan a los túmulos funerarios.
Los signos de unidad que permiten hablar de una sola comunidad incluyen la unidad de la lengua literaria (eslavo eclesiástico, de hecho, koiné) y hablada (ruso antiguo vernáculo, cuya diferenciación no iba más allá de los dialectos), el territorio, la economía, la cultura espiritual y material, la religión, una única organización eclesiástica, la dinastía principesca de los Rurikovichs, que tenía el monopolio del poder supremo, las mismas tradiciones, costumbres y leyes, la estructura militar, así como la presencia de una conciencia de unidad de la Rus, una memoria histórica común del pasado glorioso, que fue registrada por la historiografía y una lucha común contra los enemigos externos.
El papel principal en la formación de una nacionalidad única perteneció al antiguo Estado ruso, que se desarrolló a partir del siglo IX. Un factor importante en la formación del antiguo pueblo ruso fue también la formación y desarrollo de las antiguas ciudades rusas.

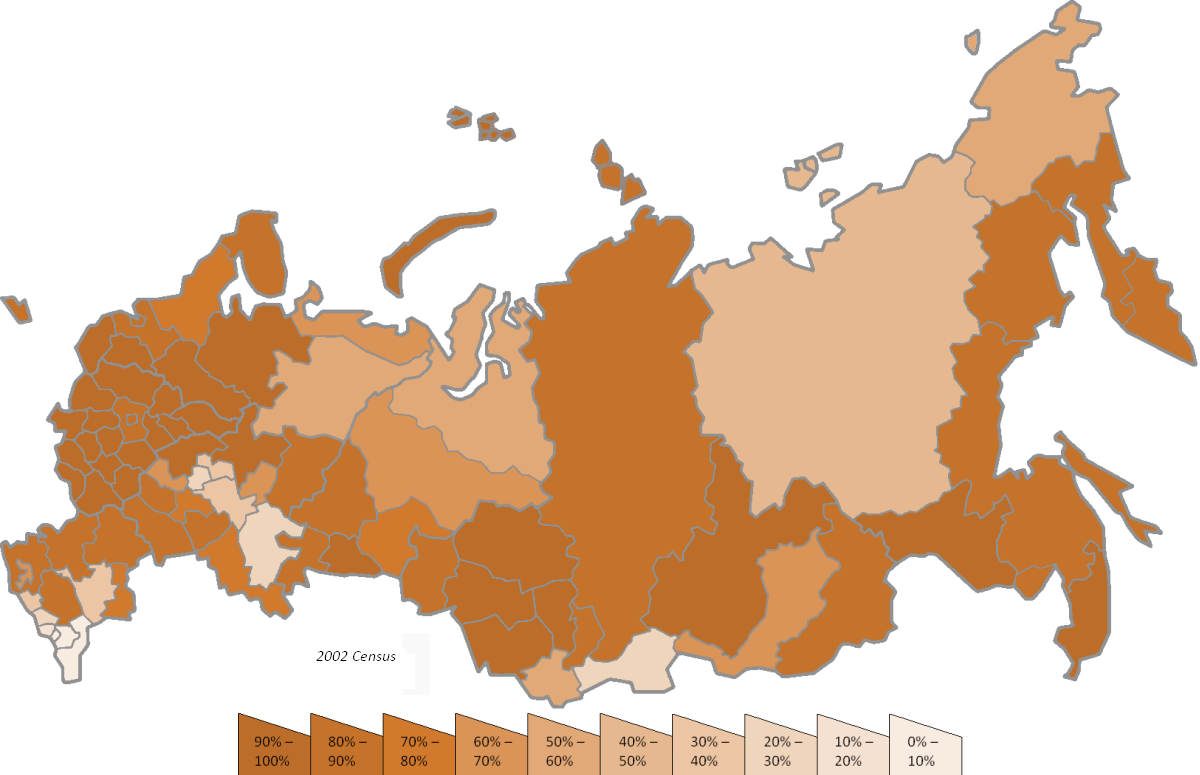
Mapa que muestra la proporción de rusos étnicos en las distintas regiones de Rusia

Según la mayoría de los etnólogos, los rusos se originaron del primer pueblo Rus que fundó el Jaganato de Rus' (La dendrocronología sugiere que el asentamiento multiétnico Aldeigjuborg, actual Stáraya Ládoga fue fundado en 753, siendo dominado por escandinavos llamados a sí mismos ‘rus’ de acuerdo con los "Annales Bertiniani", quienes paulatinamente irían siendo asimilados por los eslavos orientales, o sea "eslavizados", posteriormente formarían la Rus de Kiev), y gradualmente evolucionarían en una etnia diferente de los pueblos Rus occidentales que se convertirían en los actuales bielorrusos y ucranianos. Algunos etnólogos afirman que los rusos eran un grupo eslavo distinto, incluso antes de la época de la Rus de Kiev. Otros creen que la característica distintiva de los rusos no es principalmente su separación de los Rus occidentales, sino que son una mezcla de tribus eslavas orientales y no eslavas (por ejemplo, ugrofineses, germanos, bálticos y turcos). Sin embargo, el origen de los pueblos eslavos es en sí misma una cuestión en que no existe un consenso.

## Religión

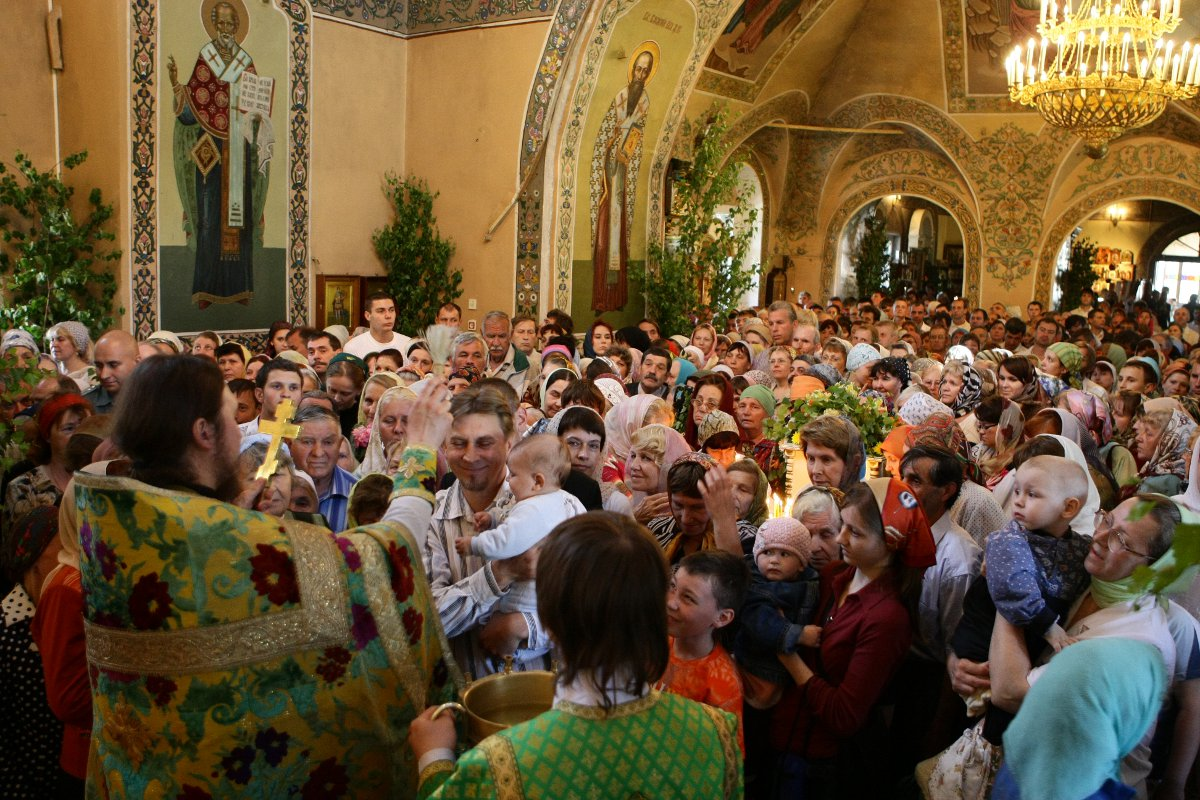
Iglesia ortodoxa de Rusia

Los rusos son predominantemente de fe cristiana ortodoxa. Según el Centro de Investigaciones Sociológicas de la Universidad Estatal de Lomonósov Moscú, el 43,3% de los adultos se considera adherente de la Iglesia Ortodoxa Rusa, mientras el 50,6% se considera sencillamente cristiano. Aunque los rusos no religiosos se asocian en su mayoría con la fe ortodoxa por razones culturales. Algunos rusos son viejos creyentes, grupo cismático relativamente pequeño de la ortodoxia rusa que rechazaba las reformas litúrgicas introducidas en el siglo XVII, la Reforma de Nikon.
También existen minorías de católicos, protestantes, mormones, testigos de Jehová, musulmanes, budistas, judíos y neopaganos eslavos.

## Rusos fuera de Rusia

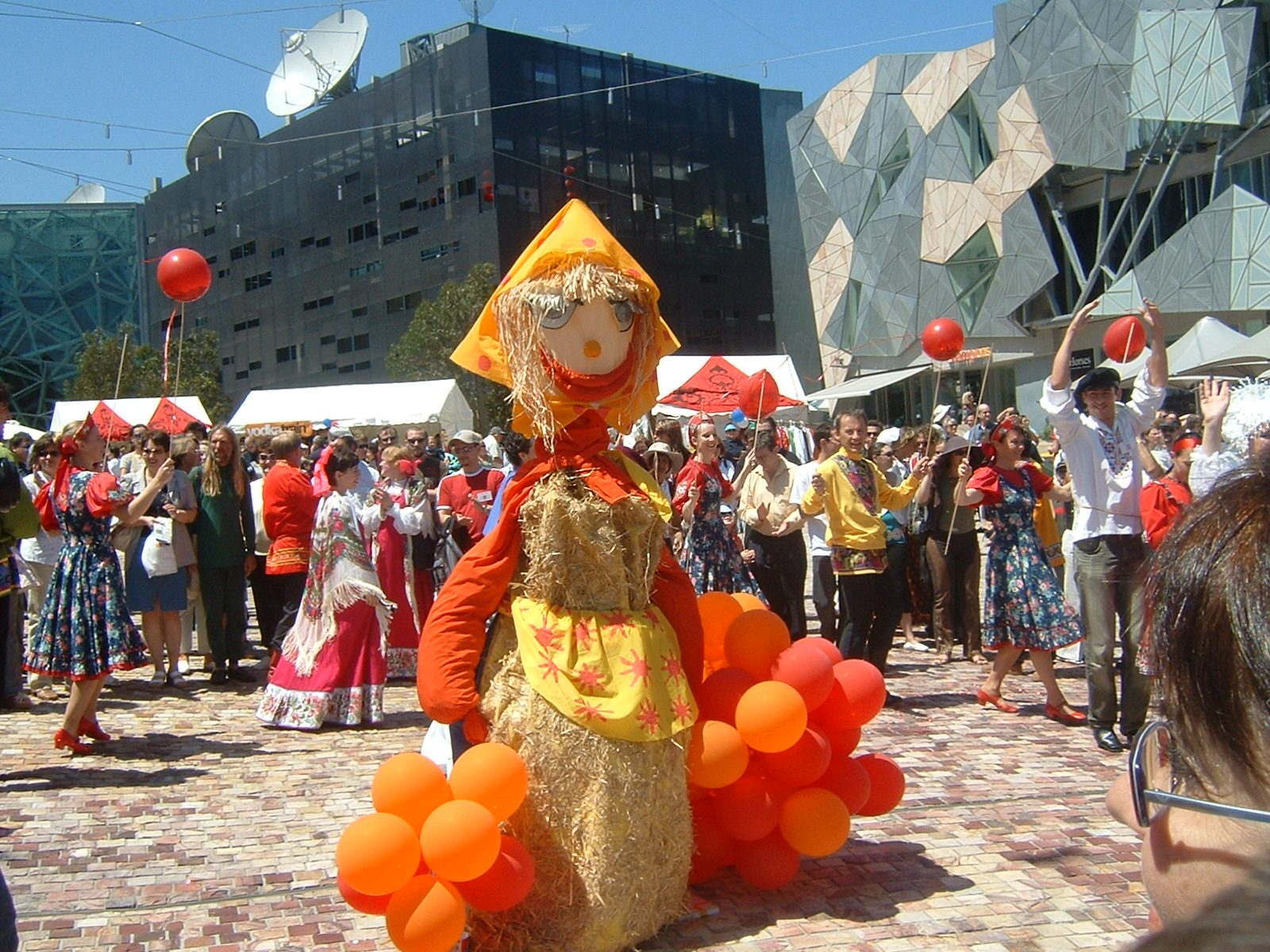
Celebración de Máslenitsa, fiesta popular rusa, un carnaval, en Melbourne, Australia

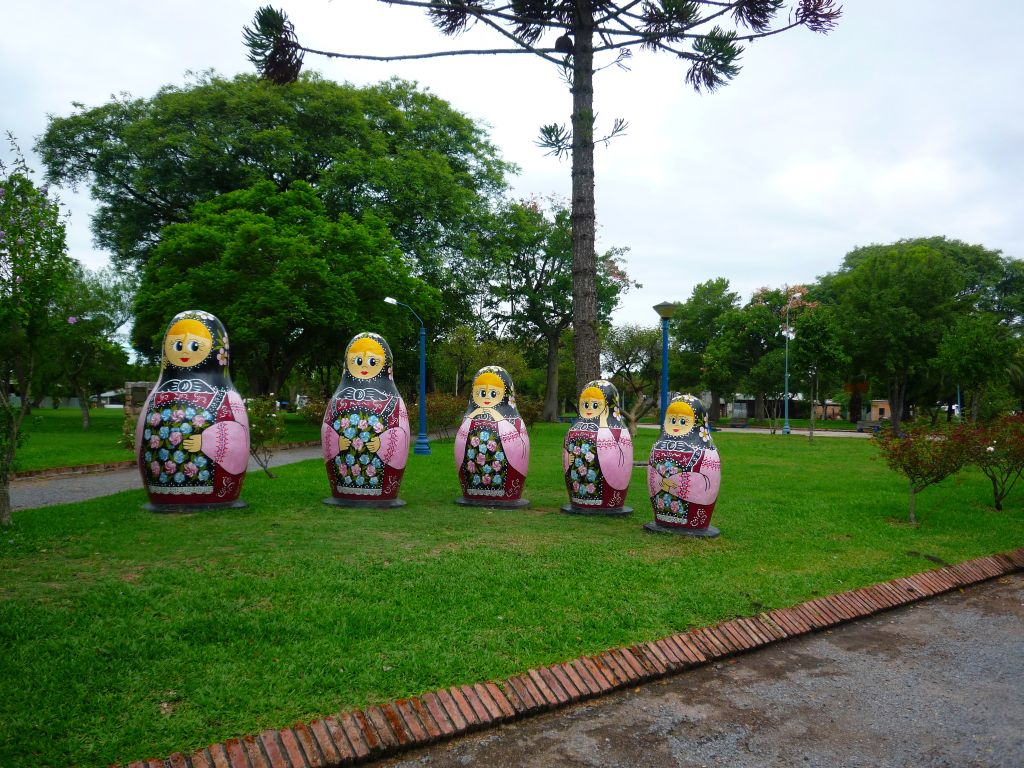
Plaza de la Libertad en San Javier, colonia rusa en el departamento de Río Negro (Uruguay).

Las comunidades más grandes de rusos fuera de Rusia viven en estados ex-soviéticos, tales como Ucrania (cerca de 8 millones), Kazajistán (cerca de 5 millones), los Estados bálticos (aprox. 2 millones), Bielorrusia (aprox. 1 millón), Uzbekistán (cerca de 1 millón), Kirguistán (aprox. 600.000), y Moldavia (aprox. 500.000). Hay también pequeñas comunidades rusas en los Balcanes, en naciones del centro y este de Europa, tales como la República Checa, así como en China y Latinoamérica. Estas comunidades pueden identificarse a sí mismas como rusas o como ciudadanos de estos países, o ambas, para variar los grados.
Una cantidad importante de rusos emigraron hacia Canadá, Australia, y los Estados Unidos. Brighton Beach, en el barrio de Brooklyn de Nueva York, es un ejemplo de una gran comunidad de inmigrantes rusos recientes, pero la mayoría de ellos son judíos rusos. Al mismo tiempo, muchos rusos de antiguos territorios soviéticos han emigrado a la misma Rusia desde los años noventa. Muchos de ellos se convirtieron en refugiados de varios estados de Asia Central y el Cáucaso (por ejemplo, de la república separatista de Chechenia), obligados a huir durante el desorden político y las hostilidades hacia los rusos. 
América del Sur también fue destino para muchos emigrantes rusos, principalmente durante los siglos XX y XXI, la mayoría de ellos dirigiéndose a Argentina y Brasil, y en menor medida a Paraguay, Chile, Uruguay y Venezuela.
Tras la disolución de la Unión Soviética en 1991, algunos rusos se quejaron por discriminación en varios países recién independizados. El gobierno de Letonia, con la mayor proporción de rusos en el Báltico, respondió a estos cargos al quejarse de que muchos de los rusos o sus ancestros que habían llegado como parte de una colonización y rusificación deliberada en la era soviética, con objeto de cambiar el balance étnico de los países. Debería mencionarse, sin embargo, que muchos de los rusos que llegaron durante la era soviética lo hicieron por razones militares, económicas, o en algunos casos, porque se les ordenó mudarse.
En línea con este pensamiento, en la Estonia y Letonia independientes, a muchos rusos bálticos no se los concedió la ciudadanía automáticamente, sino que primero se les exige pasar un examen de demostración de conocimiento de la lengua nacional, así como el conocimiento de la historia y costumbres del país. El tema del idioma es todavía polémico, particularmente en Letonia, donde los rusos han protestado contra los planes de educarlos en la lengua nacional en vez del idioma ruso. En Lituania, donde el número de rusos era alrededor del 10 por ciento de la población, se les concedió la ciudadanía automáticamente.
La Unión Europea y el Consejo Europeo, así como el gobierno ruso, expresaron su preocupación desde los años noventa sobre los derechos de las minorías en varios países, más notablemente en los países bálticos, sobre todo en Estonia y Letonia. En Moldavia, la región de Transnistria, en la que rusos y ucranianos constituyen la mayoría de la población, se separó del control del gobierno debido al temor de que el país se unificase con Rumania.
En Francia hay 115 000 rusos viviendo y trabajando en el país galo.

### Rusos en China
Los rusos (俄罗斯族) son uno de los 56 grupos étnicos reconocidos oficialmente por la República Popular de China (como los Russ), y hay aproximadamente 15.600 rusos chinos viviendo en su mayoría en el norte de Xinjiang, y también en Mongolia Interior y Heilongjiang. La Revolución Rusa, que causó la emigración de millones de sus habitantes hacia el extranjero, también provocó el establecimiento de numerosos rusos y bielorrusos en China, muchos de los cuales emigraron posteriormente a los EE. UU. El cine muestra este fenómeno en la película La Condesa de Hong Kong.